# ジャン＝ルイ・フォラン

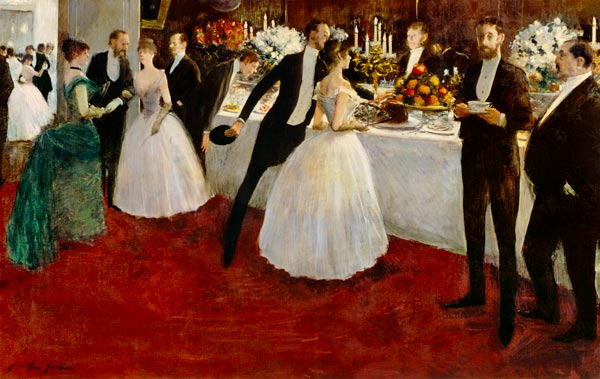
"Le Buffet"(1884)

ジャン＝ルイ・フォラン（Jean-Louis Forain、本名：Louis Henri Forain、1852年10月23日 - 1931年7月11日）はフランスの画家、版画家、イラストレーターである。

## 略歴
マルヌ県のランスで生まれるが、1860年頃家族とパリに移った。挿絵画家として 「Le Monde Parisien」や「ル・リール」に、挿絵を描きはじめたが、本格的に美術を学ぶためにフランス国立高等美術学校（École nationale supérieure des beaux-arts）に入学し、ジャン＝レオン・ジェロームに学んだ。
1870年、普仏戦争に出征し、この頃、ポール・ヴェルレーヌやランボーの友人になった。詩人で芸術家のパトロンだった女性、ニーナ・ド・カリアス（Nina de Callias）のサロンに参加し印象派の画家、エドガー・ドガやエドゥアール・マネと知り合い、印象派の画家として、1879年から1886年の間、印象派グループ展に出展した。ドガに非常に近い題材の絵を描いて、物議をかもした。
1876年から 雑誌「La Cravache parisienne」や新聞 「Le Scapin」に挿絵を描き、その後「La Vie moderne」、「Le Monde parisien」、「La République des lettres」にも発表した。 
1884年に、フランス芸術家協会展に出展した、「Le Buffet」が好評価を受け、翌年の出展作「Le Veuf」も評価された。1887年から雑誌「Le Courrier français」に諷刺画を定期的に発表し、1891年からは主要紙の「フィガロ」に挿絵を描くようになり、その関係は35年間にわたって続いた。海外の新聞を含む多くの新聞、雑誌に挿絵を描き、1884年には自らの雑誌、「Le Fifre」も創刊したが、この雑誌はすぐに終刊した。
1891年に肖像画家のボスク（Jeanne Bosc）と結婚した。
第一次世界大戦中は愛国的な活動をし、62歳になっていたが前線に赴き、戦場画も描いた。
戦後、芸術家たちが作ったモンマルトルの自治を讃えるイベントを開催する団体「モンマルトル共和国」(République de Montmartre)に参加し、2代目の大統領に選ばれた。1921年には故郷のランス美術館に多くの作品を寄贈した。1931年にレジオンドヌール勲章（コマンドール）を受勲した。

### 挿絵・風刺画他

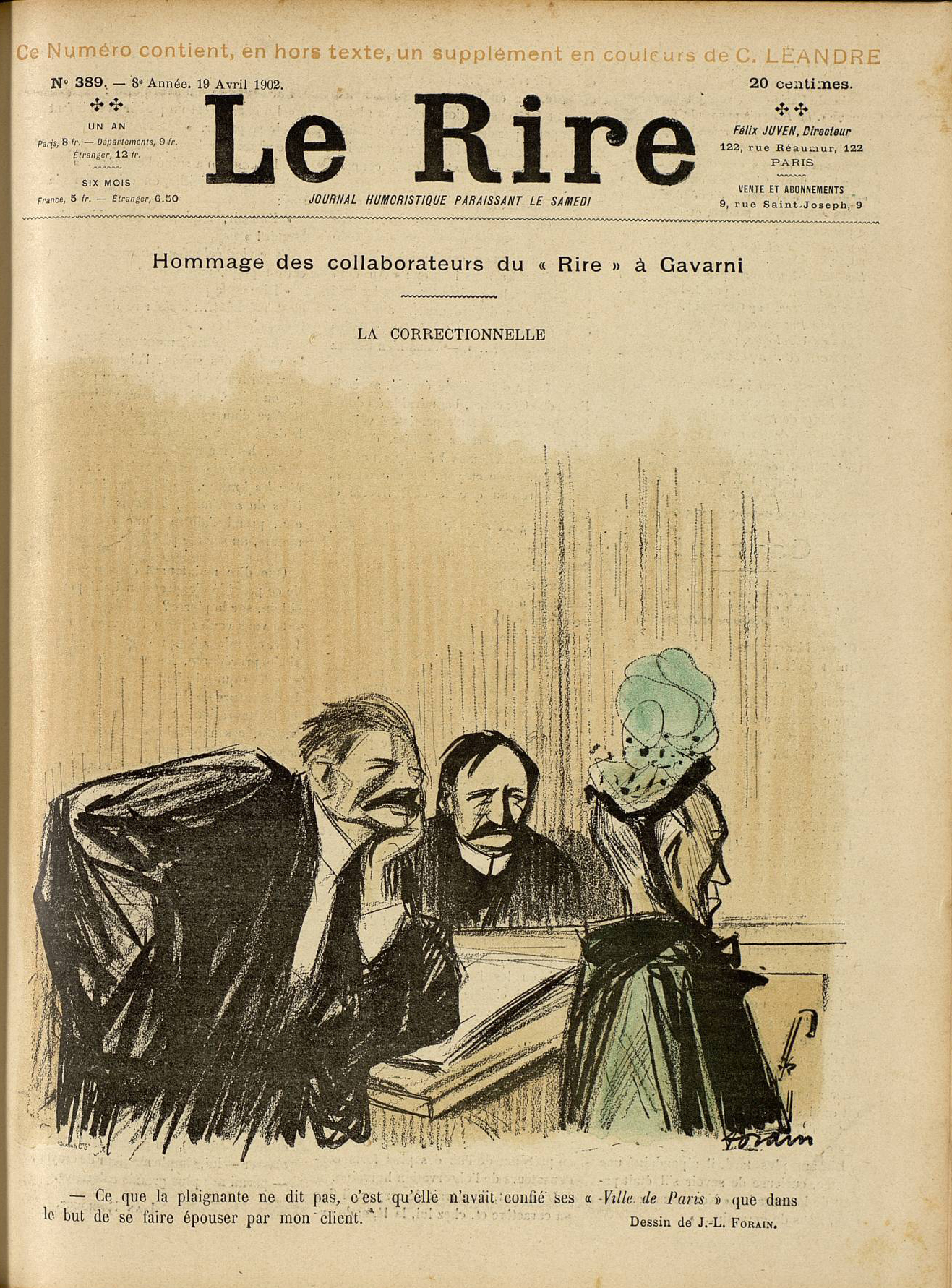
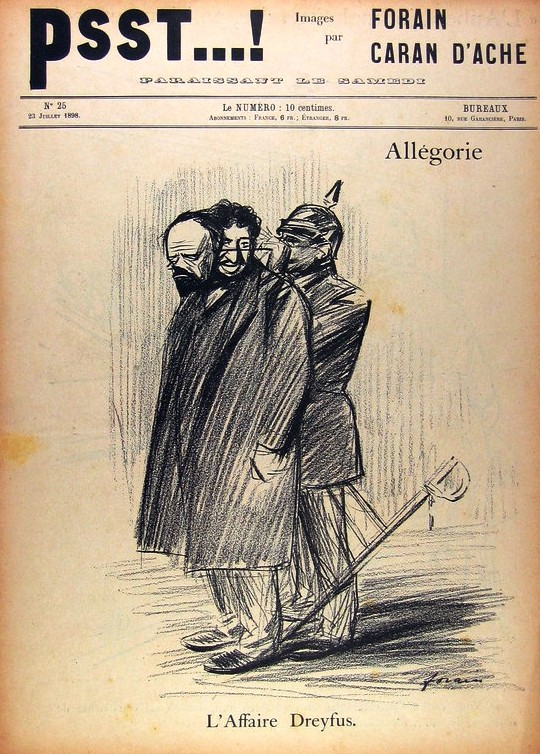
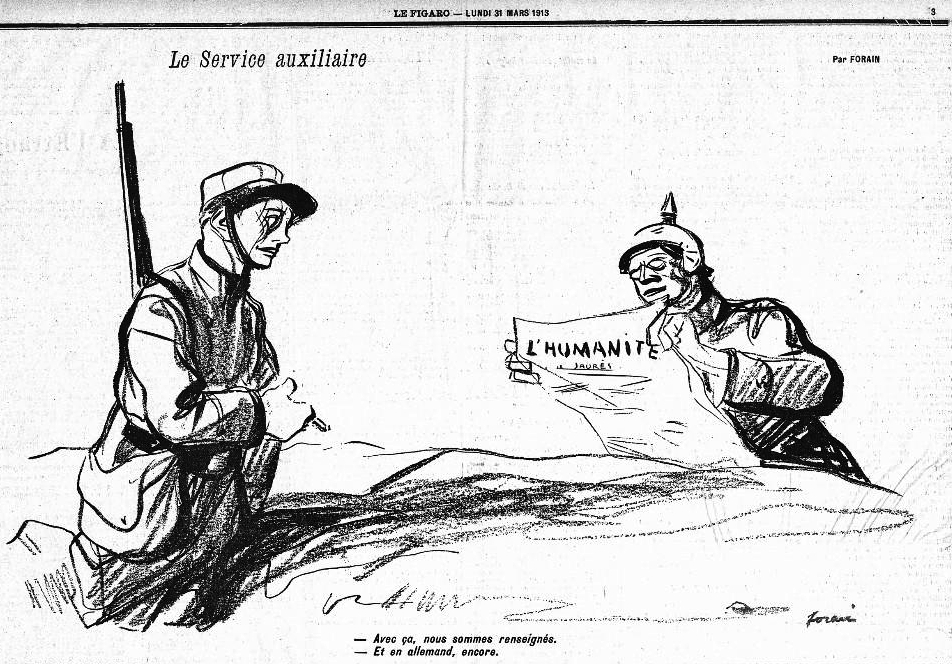
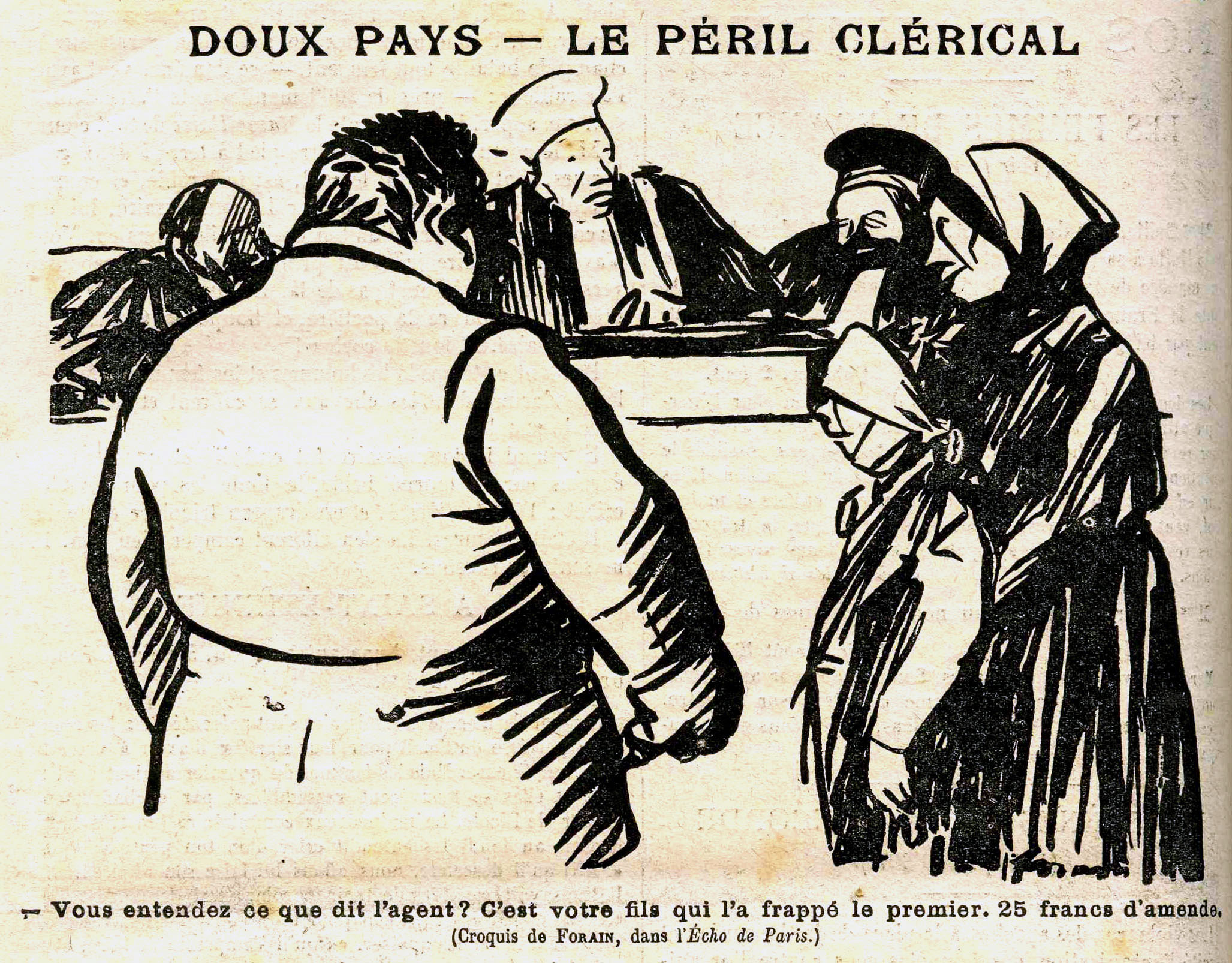

## 主な作品

### 油絵

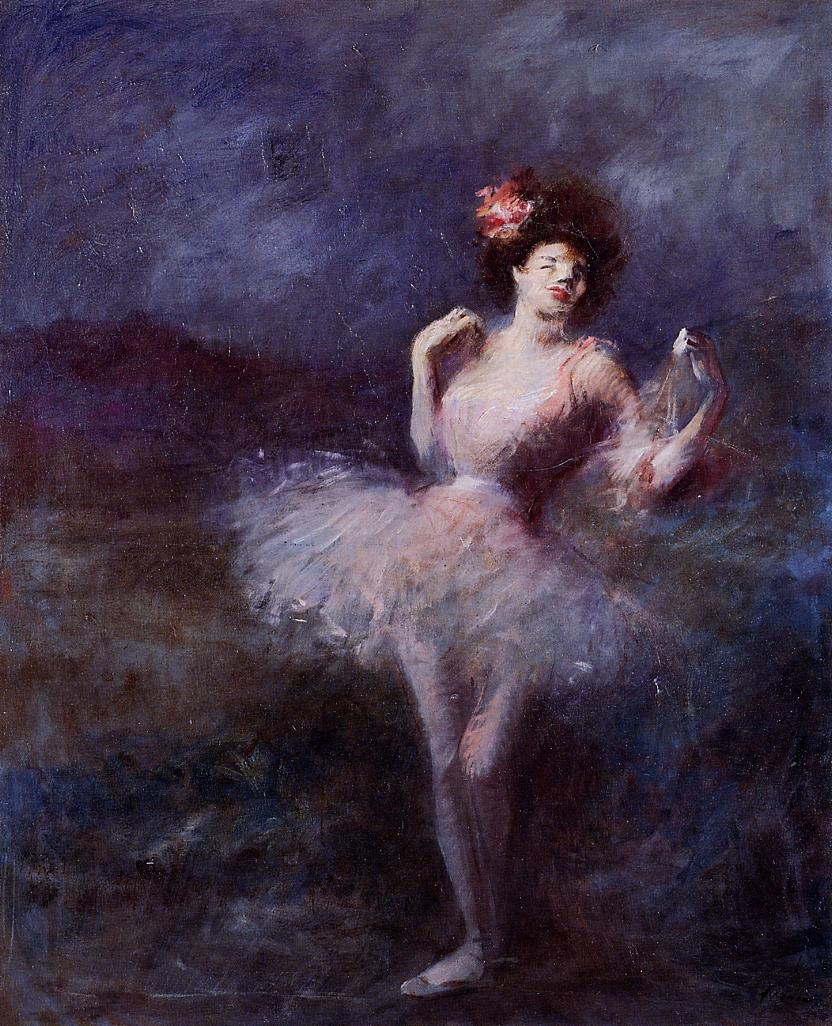
踊り子
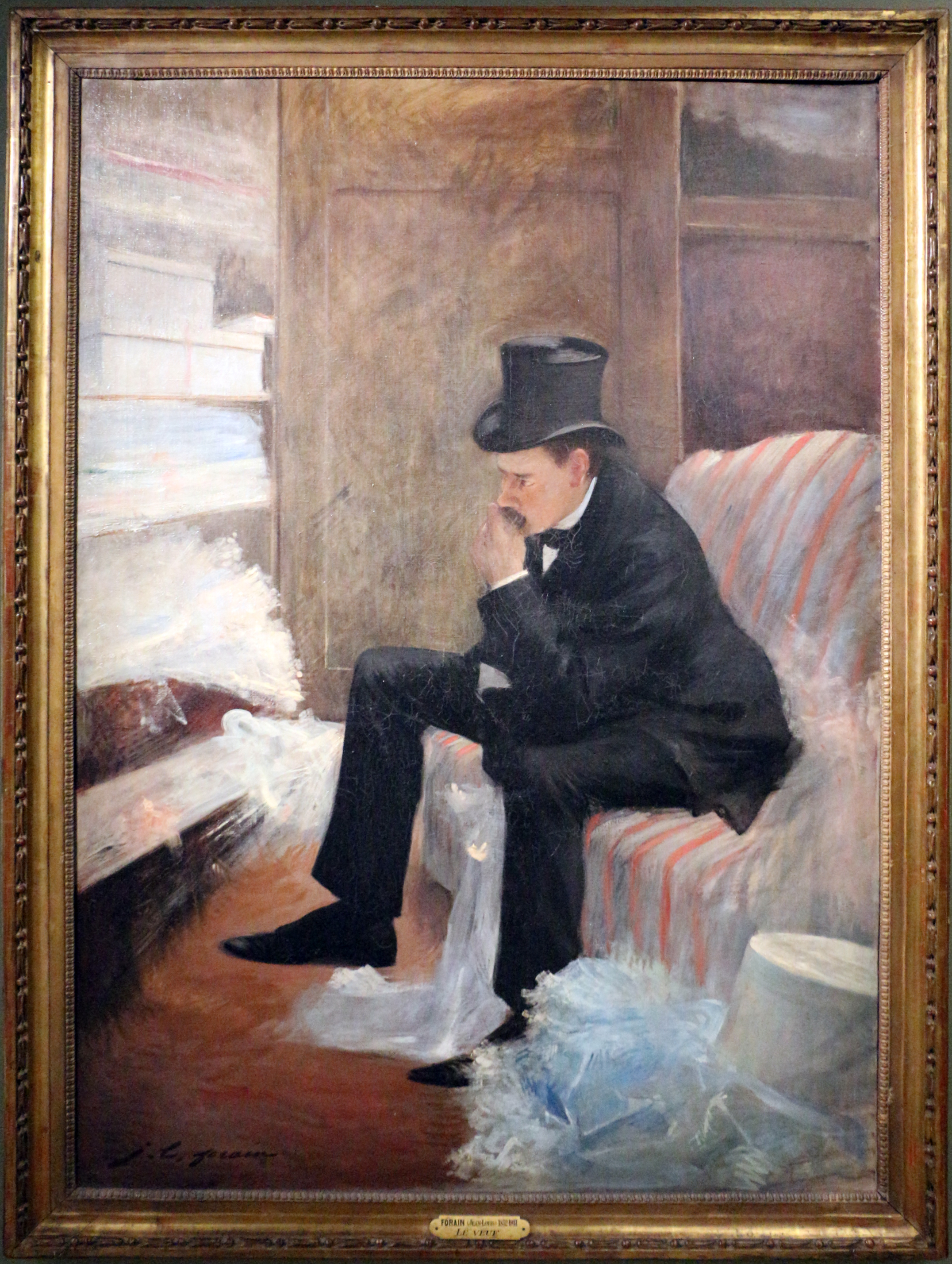
Le Veuf
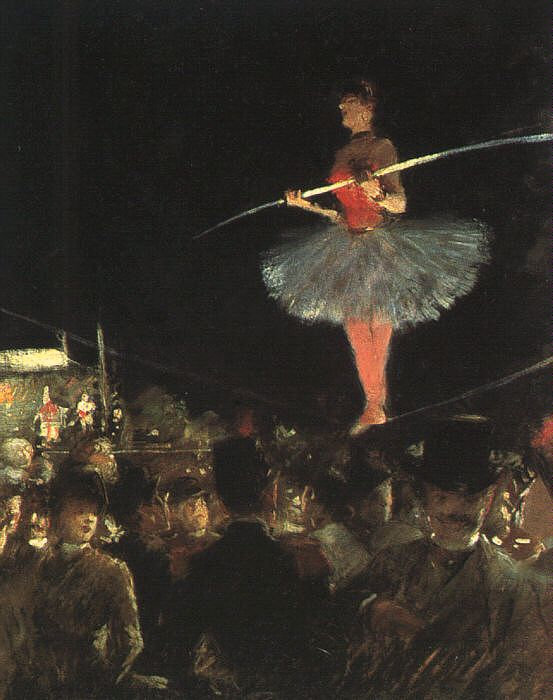
綱渡り(c.1885)
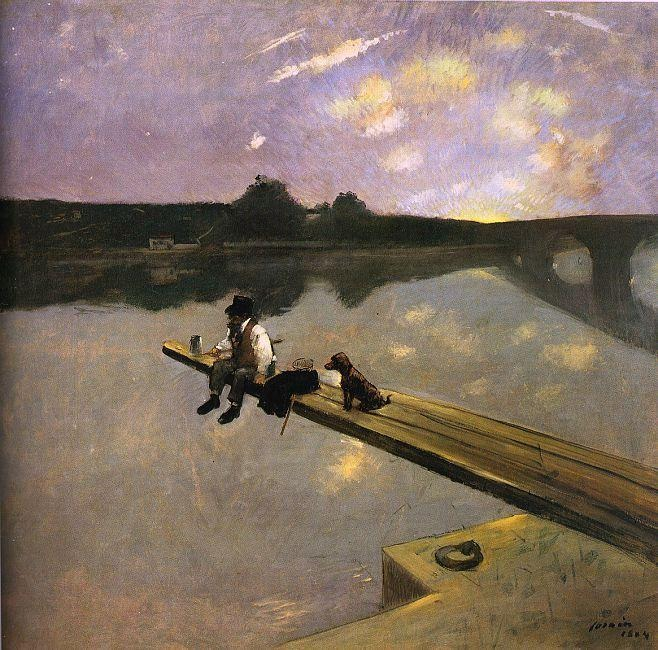
漁師